# Irkutská oblast
Irkutská oblast (rusky Иркутская область) je federální subjekt Ruské federace. Oblast leží na jižní Sibiři na severozápadním břehu Bajkalu. Hlavním městem je Irkutsk. Na ploše 767 900 km² zde žije 2 527 000 obyvatel, z toho 79 % ve městech.

## Historie
Irkutská oblast vznikla 26. září 1937.
Na jihu Irkutské oblasti ležel bývalý Usťordynský burjatský autonomní okruh. V říjnu 2005 bylo rozhodnuto o jeho sloučení s Irkutskou oblastí, které se uskutečnilo k 1. lednu 2008.

## Oblastní symboly

### Vlajka
Vlajka Irkutské oblasti je tvořena listem o poměru stran 2:3 se třemi svislými pruhy – světle modrým, bílým a světle modrým (o poměru šířek 1:2:1). Uprostřed vlajky, v bílém pruhu, je emblém vycházející ze znaku oblasti. Emblém je tvořen černým babrem (babr je staré ruské, sibiřské jméno pro tygra), s červenýma očima, držícím v tlamě červeného sobola, orámovaný zeleným věncem z větví borovice sibiřské (v zákoně кедр). Borovice sibiřská je v Rusku nazývána „sibiřský cedr“ (сибирский кедр), což nekvalitní české překlady uvádějí jako rod cedr, který však na Sibiři neroste.

## Geografie
Největšími řekami jsou Lena, Angara, na níž byla zbudována Bratská přehrada (svého času největší na světě), a Dolní Tunguzka a jejich přítoky. Na severu do oblasti zasahuje Středosibiřská vysočina. Velkou část oblasti pokrývá tajga. Napříč oblastí prochází železniční Bajkalsko-amurská magistrála.
Irkutská oblast hraničí s Burjatskem a Tuvinskou AR (jih a jihovýchod), s Krasnojarským krajem na západě, s Jakutskem na severovýchodě, a s Čitskou oblastí na východě. Jedinečné a světově proslulé Bajkalské jezero leží na jihovýchodě regionu. Irkutská oblast je ponejvíce pahorkatinná se širokými údolími Středosibiřské vysočiny a její východní části, Patomskou vysočinou (1940 m n. m.).

## Podnebí
Podnebí se mění mezi teplým kontinentálním na jihu a subarktickým kontinentálním v severních částech. Skoro po polovinu roku, od poloviny října do počátku dubna, se průměrná teplota pohybuje pod 0 °C. Zimy jsou velice studené, s průměry nejvyšších teplot v Irkutsku −14,9 °C a průměrná minima jsou –25,3 °C v lednu. Léta jsou teplá, ale krátká: průměrná nejvyšší teplota v srpnu je 24,5 °C, průměr minim 11,2 °C. Nicméně v září se počasí výrazně ochladí na průměr denních maxim 15,3 °C a průměr denních minim je jen 2,5 °C. Více než polovina srážkových úhrnů spadá do letních měsíců, nejvlhčím měsícem bývá srpen, s 96,2 mm dešťů. Leden je zde nejsušším měsícem s pouhými 11 mm srážek. Průměry celkových ročních úhrnů jsou 419,8 mm.

## Národnostní složení
- Rusové – 89,9 %
- Burjati – 3,12 %
- Ukrajinci – 2,1 %
- Tataři – 1,2 %
- Bělorusové – 0,55 %
- ostatní – 3,23 %

## Města
Největšími městy jsou oblastní centrum Irkutsk (575 900 obyvatel, 2007), dále Bratsk (253 200), Angarsk (244 100), Usť-Ilimsk (98 600) a Usolje-Sibirskoje (86 200).

## Hospodářství
Hlavním průmyslem v oblasti jsou: těžba a zpracování kovů, energetika, dřevařství, ropný a palivový průmysl, strojírenství, chemický průmysl, potravinářství, a výroba vodní energie. Průměrné platy v Irkutské oblasti jsou deset procent nad ruským průměrem.

## Obyvatelstvo
Ze 2,77 milionů lidí žije 79,6 % ve městech a 20,4 % jsou venkované. Průměrná hustota zalidnění pro celé Rusko je 8,7 ob./km², zdejších 3,1 ob./km² je tedy hluboko pod průměrem.
Zajímavá je malá etnická skupina žijící ve třech vesnicích (Piktinsk, Sredne-Piktinsk, a Dagnik) v Zalarinském rajónu v oblasti, jsou to takzvaní „Bugští Holanďané“: potomci polsky mluvících lutherských zemědělců, kteří se přestěhovali na Sibiř z ruské Volyně v letech 1911–1912 při hledání cenově dostupné krajiny. Ačkoliv dlouho toužili ztratit svůj jazyk předků němčinu či nizozemštinu (dokonce na počátku 20. století mluvili ukrajinsky a studovali polštinu), byli stále považováni za etnické Němce a v průběhu druhé světové války byli obvykle odvedeni k práci do gulagů, namísto služby na frontě.
Žijí zde také Tofalaři, jejich počet je 837 (2002), zvedl se po roce 1989 ze 722.